# Gürsel Aksel
Gürsel Aksel (Uzunköprü, 10 mei 1937 – Rize, 13 oktober 1978) was een Turks voetballer die zijn gehele carrière bij Göztepe SK speelde. Hij was een aanvaller en kwam drie keer uit voor het Turks voetbalelftal. Na zijn actieve loopbaan werd hij trainer.

## Carrière
Aksel werd in 1955 samen met zijn broer Güler de eerste professioneel gecontracteerde voetballer door de club Göztepe SK uit İzmir. Hij speelde er eerst vier jaar als jeugdspeler, voordat hij in 1959 zijn debuut maakte. Hij won twee keer de Turkse beker. Uiteindelijk speelde hij nooit voor een andere club. Tot aan zijn voetbalpension verdedigde Aksel 390 keer de kleuren van Göztepe, waarmee hij clubrecordhouder is. Met 81 doelpunten staat hij tevens tweede op de topscorersranglijst aller tijden bij de club. Aksel kwam drie keer uit voor het Turks voetbalelftal en scoorde in zijn eerste interland tegen Pakistan.
Na zijn carrière als speler werd Aksel trainer. Waar hij als voetballer trouw bleef aan één club, leek hij als trainer de clubs aaneen te rijgen. Hij begon in 1975 bij Göztepe, stapte na een jaar over naar Orduspor en tekende in 1977 bij Çaykur Rizespor.
Aksel kwam in 1978 tragisch om het leven bij een gasexplosie bij een benzinestation in Rize. Hij liet een vrouw en twee kinderen achter. Göztepe SK vernoemde hun in 2020 nieuw opgeleverde stadion, het Gürsel Akselstadion, naar de clublegende.

## Interlandoverzicht
| Interlands van Gürsel Aksel voor Turkije | Interlands van Gürsel Aksel voor Turkije | Interlands van Gürsel Aksel voor Turkije | Interlands van Gürsel Aksel voor Turkije | Interlands van Gürsel Aksel voor Turkije | Interlands van Gürsel Aksel voor Turkije |
| No.                                      | Datum                                    | Wedstrijd                                | Uitslag                                  | Competitie                               | Bijz.                                    |
| ---------------------------------------- | ---------------------------------------- | ---------------------------------------- | ---------------------------------------- | ---------------------------------------- | ---------------------------------------- |
| 1                                        | 21 juli 1965                             | Pakistan – Turkije                       | 1 – 3                                    | Vriendschappelijk                        | Goal                                     |
| 2                                        | 25 juli 1965                             | Iran – Turkije                           | 0 – 0                                    | Vriendschappelijk                        |                                          |
| 3                                        | 11 december 1968                         | Turkije – Noord-Ierland                  | 0 – 3                                    | WK 1970 kwalificatie                     |                                          |

## Erelijst
| Competitie          | Aantal | Jaren      |
| ------------------- | ------ | ---------- |
| Turkse voetbalbeker | 2x     | 1969, 1970 |